# Toufik Geurabis
Toufik Geurabis, né le 31 juillet 1991 à Metz en France, est un footballeur franco-algérien qui joue au poste de milieu défensif.

## Biographie

### AC Ajaccio (2009 - 2011)
Formé au sein du club, la carrière du joueur débute à l'AC Ajaccio, en Corse, alors en Ligue 2 lors de la saison 2009-2010.
Il dispute son premier match professionnel le 18 décembre 2009 face au FC Nantes lors de la 18e journée du championnat.
À l’issue de la saison 2010-2011, il dispute peu de matchs mais devient tout de même vice-champion de Ligue 2, obtenant ainsi la montée en première division. Finalement, le joueur n’est pas conservé par le club corse à l’issue de cette saison.

### CSO Amnéville (2011 - 2014)
Libre de tout contrat après son départ d’Ajaccio, le joueur retourne dans sa région natale en s’engageant avec le CSO Amnéville, club amateur réputé de Moselle, alors en CFA.

### CS Constantine (2014 - 2017)
En 2014, libre de tout contrat après trois ans à Amnéville, il rejoint le CS Constantine en Algérie.

### DRB Tadjenanet (2017 - 2018)
En janvier 2017, le joueur rejoint le DRB Tadjenanet, un autre club algérien. 

### ES Woippy (2022 - 2023)
Au terme de sa carrière professionnel, il rejoint en 2022 l'ES Woippy en Lorraine, dans la banlieue de Metz, en tant que joueur-entraîneur. 

## Palmarès
| AC Ajaccio :                     |
| -------------------------------- |
| - Ligue 2 - Vice-champion : 2011 |